# Paradossenus longipes
Espèce
Synonymes
- Dolomedes longipes Taczanowski, 1874
- Trechalea protenta Karsch, 1879
- Hygropoda andina Simon, 1898
- Hygropoda venezuelana Simon, 1898
- Paradossenus nigricans F. O. Pickard-Cambridge, 1903
- Paradossenus taczanowskii Caporiacco, 1948

Paradossenus longipes est une espèce d'araignées aranéomorphes de la famille des Trechaleidae.

## Distribution
Cette espèce se rencontre du Venezuela à l'Argentine.

## Description
La carapace de la femelle lectotype décrite par Carico et Silva en 2010 mesure 3,5 mm de long sur 3,1 mm de large et l'abdomen 5,0 mm de long et celle du mâle paralectotype 3,9 mm de long sur 3,2 mm de large et l'abdomen 5,2 mm.

## Publication originale
- Taczanowski, 1874 : Les aranéides de la Guyane française. Horae Societatis entomologicae Rossicae, vol. 10, p. 56-115 (texte intégral).